# Aurore Avarguès-Weber
Pour les articles homonymes, voir Weber.
Aurore Avarguès-Weber, née en 1983 à Givry en Saône-et-Loire, est une chercheuse en neurosciences cognitives et éthologue française qui étudie le comportement des abeilles au Centre de recherche sur la cognition animale de Toulouse. Elle est lauréate d'un prix L'Oréal-Unesco pour les femmes et la science, ainsi que de la médaille de bronze du CNRS.   

## Biographie
Elle est originaire de Givry, en Saône-et-Loire, et effectue ses études secondaires à Chalon-sur-Saône.
Elle intègre ensuite l'École normale supérieure de Cachan (Val-de-Marne). En 2010, elle soutient une thèse sur l'intelligence visuelle des abeilles sous la direction de Martin Giurfa (CRCA – Toulouse), intitulée « Cognition visuelle chez l'abeille Apis mellifera : catégorisation par extraction de configurations spatiales et de concepts relationnels »,.
Elle poursuit sa formation à la Queen Mary University à Londres (Royaume-Uni), où elle est boursière de la Fondation Fyssen, et à Gif-sur-Yvette dans le laboratoire de Jean-Christophe Sandoz,.

## Travaux
Aurore Avarguès-Weber est biologiste au CNRS à l'Institut des sciences du cerveau, de la cognition et du comportement de Toulouse (ISC3T). Ses travaux de neurosciences cognitives portent sur l'intelligence des insectes sociaux principalement l'Abeille domestique mais aussi les bourdons, les guêpes et les frelons. Ils se situent dans la continuité des découvertes de l'éthologue allemand Karl von Frisch du milieu du XXe siècle, précurseur de la compréhension du comportement des abeilles,. Elle démontre avec ses collègues les capacités d'abstraction de ces animaux notamment la catégorisation de leur environnement (un arbre, une fleur) et les relations des éléments entre eux (plus grand, au-dessus). Elle démontre également avec une équipe australienne que les abeilles sont capables de compter jusqu'à 5, de faire des additions et des soustractions basiques et de comprendre le concept du zéro à l'instar des primates,,.

## Prix et récompenses
En 2015, elle a reçu une bourse internationale du talent émergent, l'un des prix L'Oréal-UNESCO pour les femmes dans la science pour sa recherche sur les mécanismes cérébraux de l'intelligence visuelle des insectes sociaux ,. La bourse, d'un montant de 20 000 €, doit permettre l’acquisition d’un simulateur de vol pour les abeilles. Finalement, cet outil autoconstruit devient un simulateur de marche où l'abeille se déplace sur une balle en polystyrène roulant sur un flux d'air dans un environnement virtuel. Il permet ainsi de mesurer les mécanismes cognitifs du cerveau de l'abeille lors de ses prises de décision.
En 2019, elle est lauréate de la médaille de bronze du CNRS.

## Vie privée
Son mari est physicien à l'université Toulouse-III-Paul-Sabatier. Le couple a trois fils, Léon, Oscar et Paul et une fille, Éloïse.